# Världsmästerskapet i innebandy för damer 2013
Världsmästerskapet i innebandy för damer 2013 var det nionde världsmästerskapet i innebandy för damer, och spelades mellan den 7 och den 15 december 2013 i Tjeckien. Sverige vann turneringen efter finalseger med 5–1 över Finland, medan Schweiz slog Tjeckien med 4–3 efter förlängning i bronsmatchen.
Från och med denna turnering användes ett nytt format. För att göra turneringen jämnare och mer oviss tävlade de åtta högst rankade lagen i grupp A och B, medan de åtta lägst rankade tävlade i grupp C och D. De två vinnarna i grupp A och B gick till kvartsfinal. De två sämsta i grupp A och B mötte de två vinnarna i grupp C och D som slogs om de fyra sista kvartsfinalplatserna genom att spela "åttondelsfinal".

## Arenor
| Ostrava                              | Brno                                            |
| ČEZ Aréna Kapacitet: 12 500 åskådare | Sportovní hala Vodova Kapacitet: 3 000 åskådare |
|                                      |                                                 |

## Resultat och tabeller, gruppspel

### Grupp A
| 7 december 2013 kl. 11:00 | Polen    | 6–3 (1–0, 1–2, 4–1)  | Ryssland | Sportovní hala Vodova A, Brno Åskådare: 325   |
| 7 december 2013 kl. 14:00 | Sverige  | 8–2 (0–0, 5–0, 3–2)  | Finland  | Sportovní hala Vodova A, Brno Åskådare: 1 040 |
| 8 december 2013 kl. 11:00 | Polen    | 0–16 (0–4, 0–7, 0–5) | Sverige  | Sportovní hala Vodova A, Brno Åskådare: 372   |
| 8 december 2013 kl. 14:00 | Ryssland | 1–9 (0–3, 1–3, 0–3)  | Finland  | Sportovní hala Vodova A, Brno Åskådare: 486   |
| 9 december 2013 kl. 11:00 | Ryssland | 1–21 (1–7, 0–6, 0–8) | Sverige  | Sportovní hala Vodova A, Brno Åskådare: 1 092 |
| 9 december 2013 kl. 14:00 | Finland  | 9–2 (1–0, 2–1, 6–1)  | Polen    | Sportovní hala Vodova A, Brno Åskådare: 367   |

| Lag      | SP | V | O | F | GM | IM | Pts |
| -------- | -- | - | - | - | -- | -- | --- |
| Sverige  | 3  | 3 | 0 | 0 | 45 | 3  | 6   |
| Finland  | 3  | 2 | 0 | 1 | 20 | 11 | 4   |
| Polen    | 3  | 1 | 0 | 2 | 8  | 28 | 2   |
| Ryssland | 3  | 0 | 0 | 3 | 5  | 36 | 0   |

Not: SP = Spelade matcher, V = Vinster, O = Oavgjorda, F = Förluster, GM = Gjorda mål, IM = Insläppta mål, Pts = Poäng

### Grupp B
| 7 december 2013 kl. 17:00 | Tjeckien | 6–1 (1–0, 3–1, 2–0)  | Norge    | Sportovní hala Vodova A, Brno Åskådare: 2 435 |
| 7 december 2013 kl. 20:00 | Schweiz  | 6–1 (1–0, 2–1, 3–0)  | Lettland | Sportovní hala Vodova A, Brno Åskådare: 294   |
| 8 december 2013 kl. 17:00 | Tjeckien | 1–2 (1–1, 0–0, 0–1)  | Schweiz  | Sportovní hala Vodova A, Brno Åskådare: 2 528 |
| 8 december 2013 kl. 20:00 | Norge    | 7–0 (5–0, 1–0, 1–0)  | Lettland | Sportovní hala Vodova A, Brno Åskådare: 267   |
| 9 december 2013 kl. 14:00 | Norge    | 3–6 (2–1, 0–2, 1–3)  | Schweiz  | Sportovní hala Vodova A, Brno Åskådare: 364   |
| 9 december 2013 kl. 20:00 | Lettland | 1–12 (0–7, 1–2, 0–3) | Tjeckien | Sportovní hala Vodova A, Brno Åskådare: 1 572 |

| Lag      | SP | V | O | F | GM | IM | Pts |
| -------- | -- | - | - | - | -- | -- | --- |
| Schweiz  | 3  | 3 | 0 | 0 | 14 | 5  | 6   |
| Tjeckien | 3  | 2 | 0 | 1 | 19 | 4  | 4   |
| Norge    | 3  | 1 | 0 | 2 | 11 | 12 | 2   |
| Lettland | 3  | 0 | 0 | 3 | 2  | 25 | 0   |

Not: SP = Spelade matcher, V = Vinster, O = Oavgjorda, F = Förluster, GM = Gjorda mål, IM = Insläppta mål, Pts = Poäng

### Grupp C
| 7 december 2013 kl. 13:00 | Australien | 10–7 (4–0, 4–2, 2–5) | Ungern     | Sportovní hala Vodova B, Brno Åskådare: 275   |
| 7 december 2013 kl. 19:00 | Sydkorea   | 0–13 (0–5, 0–4, 0–4) | Slovakien  | VoSportovní hala Vodova B, Brno Åskådare: 398 |
| 8 december 2013 kl. 13:00 | Ungern     | 1–11 (1–3, 0–6, 0–2) | Slovakien  | Sportovní hala Vodova B, Brno Åskådare: 381   |
| 8 december 2013 kl. 16:00 | Australien | 9–1 (2–0, 3–1, 4–0)  | Sydkorea   | Sportovní hala Vodova B, Brno Åskådare: 335   |
| 9 december 2013 kl. 10:00 | Slovakien  | 7–2 (4–1, 2–1, 1–0)  | Australien | Sportovní hala Vodova B, Brno Åskådare: 731   |
| 9 december 2013 kl. 19:00 | Ungern     | 16–3 (5–2, 6–1, 5–1) | Sydkorea   | Sportovní hala Vodova B, Brno Åskådare: 178   |

| Lag        | SP | V | O | F | GM | IM | Pts |
| ---------- | -- | - | - | - | -- | -- | --- |
| Slovakien  | 3  | 3 | 0 | 0 | 31 | 3  | 6   |
| Australien | 3  | 2 | 0 | 1 | 21 | 15 | 4   |
| Ungern     | 3  | 1 | 0 | 2 | 24 | 24 | 2   |
| Sydkorea   | 3  | 0 | 0 | 3 | 4  | 38 | 0   |

Not: SP = Spelade matcher, V = Vinster, O = Oavgjorda, F = Förluster, GM = Gjorda mål, IM = Insläppta mål, Pts = Poäng

### Grupp D
| 7 december 2013 kl. 10:00 | Japan    | 2–11 (1–4, 0–1, 1–6) | Danmark  | Sportovní hala Vodova B, Brno Åskådare: 173 |
| 7 december 2013 kl. 16:00 | Tyskland | 14–0 (7–0, 4–0, 3–0) | Kanada   | Sportovní hala Vodova B, Brno Åskådare: 407 |
| 8 december 2013 kl. 10:00 | Japan    | 3–6 (2–4, 0–1, 0–1)  | Tyskland | Sportovní hala Vodova B, Brno Åskådare: 181 |
| 8 december 2013 kl. 19:00 | Danmark  | 12–2 (5–1, 3–0, 4–1) | Kanada   | Sportovní hala Vodova B, Brno Åskådare: 218 |
| 9 december 2013 kl. 13:00 | Kanada   | 5–3 (2–0, 2–1, 1–2)  | Japan    | Sportovní hala Vodova B, Brno Åskådare: 185 |
| 9 december 2013 kl. 16:00 | Danmark  | 2–3 (0–0, 1–2, 1–1)  | Tyskland | Sportovní hala Vodova B, Brno Åskådare: 188 |

| Lag      | SP | V | O | F | GM | IM | Pts |
| -------- | -- | - | - | - | -- | -- | --- |
| Tyskland | 3  | 3 | 0 | 0 | 23 | 5  | 6   |
| Danmark  | 3  | 2 | 0 | 1 | 27 | 5  | 4   |
| Kanada   | 3  | 1 | 0 | 2 | 7  | 29 | 2   |
| Japan    | 3  | 0 | 0 | 3 | 8  | 22 | 0   |

Not: SP = Spelade matcher, V = Vinster, O = Oavgjorda, F = Förluster, GM = Gjorda mål, IM = Insläppta mål, Pts = Poäng

## Placeringsspel, plats 13–16
| 11 december 2013 kl. 16:00 | Kanada | 11–0 (5–0, 2–0, 4–0) | Sydkorea | ČEZ Aréna B, Ostrava Åskådare: 118 |
| 11 december 2013 kl. 19:00 | Ungern | 5–3 (3–2, 0–1, 2–0)  | Japan    | ČEZ Aréna B, Ostrava Åskådare: 132 |

### Spel om plats 15
| 12 december 2013 kl. 16:00 | Sydkorea | 1–5 (1–3, 0–2, 0–2) | Japan | ČEZ Aréna B, Ostrava Åskådare: 135 |

### Spel om plats 13
| 12 december 2013 kl. 19:00 | Kanada | 6–5 (e. förl.) (2–2, 3–1, 0–2, 1–0) | Ungern | ČEZ Aréna B, Ostrava Åskådare: 131 |

## Placeringsspel, plats 9–12
| 12 december 2013 kl. 9:00  | Australien | 4–11 (1–2, 1–6, 2–3)                | Ryssland  | ČEZ Aréna A, Ostrava Åskådare: 1 317 |
| 12 december 2013 kl. 12:00 | Danmark    | 3–4 (e. förl.) (1–3, 0–0, 2–0, 0–1) | Slovakien | ČEZ Aréna A, Ostrava Åskådare: 971   |

### Spel om plats 11
| 13 december 2013 kl. 9:00 | Australien | 4–9 (1–2, 2–3, 1–4) | Danmark | ČEZ Aréna A, Ostrava Åskådare: 2 047 |

### Spel om plats 9
| 13 december 2013 kl. 12:00 | Ryssland | 4–6 (0–2, 1–2, 3–2) | Slovakien | ČEZ Aréna A, Ostrava Åskådare: 1 226 |

## Placeringsspel, plats 5–8
| 13 december 2013 kl. 17:00 | Lettland | 9–0 (3–0, 4–0, 2–0) | Polen | ČEZ Aréna A, Ostrava Åskådare: 338 |
| 13 december 2013 kl. 20:00 | Tyskland | 1–7 (0–1, 1–1, 0–5) | Norge | ČEZ Aréna A, Ostrava Åskådare: 367 |

### Spel om plats 7
| 14 december 2013 kl. 11:00 | Polen | 3–1 (2–1, 0–0, 1–0) | Tyskland | ČEZ Aréna A, Ostrava Åskådare: 379 |

### Spel om plats 5
| 15 december 2013 kl. 9:30 | Lettland | 4–3 (e. förl.) (0–2, 1–1, 2–0, 1–0) | Norge | ČEZ Aréna A, Ostrava Åskådare: 531 |

## Slutspel

### Åttondelsfinaler
| 10 december 2013 kl. 9:00  | Ryssland | 1–2 (0–0, 0–0, 1–2) | Tyskland   | Sportovní hala Vodova A, Brno Åskådare: 612 |
| 10 december 2013 kl. 12:00 | Polen    | 7–4 (3–3, 2–1, 2–0) | Danmark    | Sportovní hala Vodova A, Brno Åskådare: 567 |
| 10 december 2013 kl. 15:00 | Norge    | 7–3 (2–1, 3–1, 2–1) | Australien | Sportovní hala Vodova A, Brno Åskådare: 221 |
| 10 december 2013 kl. 18:00 | Lettland | 4–3 (0–0, 1–1, 3–2) | Slovakien  | Sportovní hala Vodova A, Brno Åskådare: 447 |

### Kvartsfinaler
| 11 december 2013 kl. 17:00 | Finland  | 5–2 (0–1, 2–0, 3–1)  | Norge    | ČEZ Aréna A, Ostrava Åskådare: 345   |
| 11 december 2013 kl. 20:00 | Sverige  | 12–2 (3–0, 5–0, 4–2) | Lettland | ČEZ Aréna A, Ostrava Åskådare: 446   |
| 12 december 2013 kl. 17:00 | Tjeckien | 10–1 (3–0, 4–0, 3–1) | Polen    | ČEZ Aréna A, Ostrava Åskådare: 2 747 |
| 12 december 2013 kl. 20:00 | Schweiz  | 8–0 (2–0, 3–0, 3–0)  | Tyskland | ČEZ Aréna A, Ostrava Åskådare: 456   |

### Semifinaler
| 14 december 2013 kl. 14:00 | Schweiz | 2–6 (1–0, 0–5, 1–1) | Finland  | ČEZ Aréna A, Ostrava Åskådare: 1 872 |
| 14 december 2013 kl. 17:00 | Sverige | 9–2 (2–0, 4–2, 3–0) | Tjeckien | ČEZ Aréna A, Ostrava Åskådare: 4 694 |

### Spel om 3:e plats
| 15 december 2013 kl. 12:30 | Schweiz | 4–3 (e. förl.) (0–0, 2–0, 1–3, 1–0) | Tjeckien | ČEZ Aréna A, Ostrava Åskådare: 5 021 |

### Final
| 15 december 2013 kl. 15:30 | Finland | 1–5 (0–0, 0–2, 1–3) | Sverige | ČEZ Aréna A, Ostrava Åskådare: 3 895 |

## Slutplaceringar
| #  | Nation     |
| -- | ---------- |
| 1  | Sverige    |
| 2  | Finland    |
| 3  | Schweiz    |
| 4  | Tjeckien   |
| 5  | Lettland   |
| 6  | Norge      |
| 7  | Polen      |
| 8  | Tyskland   |
| 9  | Slovakien  |
| 10 | Ryssland   |
| 11 | Danmark    |
| 12 | Australien |
| 13 | Kanada     |
| 14 | Ungern     |
| 15 | Japan      |
| 16 | Sydkorea   |

### Fotnoter
1. ↑  ”Sverige vann VM-finalen i innebandy”. Sydsvenskan. 15 december 2013. http://www.sydsvenskan.se/2013-12-15/sverige-vann-vm-finalen-i-innebandy. Läst 4 februari 2017.
2. ↑  ”9th Women’s world championships”. Floorball.org. http://www.floorball.org/pages/EN/Womens-WFC-2013. Läst 14 december 2021.